# Hb 5
Hb 5 (Hubble 5) ist ein bipolarer planetarischer Nebel, der etwa 2200 Lichtjahre von der Erde entfernt ist. Hubble 5 liegt im Sternbild Schütze.